# Rudolph Bergh (läkare)
Ludvig Rudolph Sophus Bergh, född 15 oktober 1824 i Köpenhamn, död 20 juni 1909, var en dansk läkare och zoolog. Han var far till tonsättaren Rudolph Bergh.
Bergh dimitterades från det von Westenske Institut 1842 och avlade medicinsk examen 1849. Han var därefter kandidat och reservkirurg på Almindelig Hospital, 1853 koleraläkare, under en följd av underläkare vid Livjægerne och assistent vid Vaccinationsinstituttet, 1859–1862 förste underläkare på avdelningen for syfilis och hudsjukdomar på Almindelig Hospital, blev 1863 överläkare på samma avdelning och var 1886–1903 överläkare på Vestre Hospital, efter att avdelningen flyttats dit. Bergh disputerade för doktorsgraden 1860 på avhandlingen Bidrag til Kundskab om Gonorrhoe hos Mandfolk (1860). Han blev titulär professor 1881.
Bergh utgav talrika arbeten om de sjukdomar, som han fick möjlighet att studera, särskilt om dem som drabbade prostituerade kvinnor, och inte minst är hans årliga sjukhusberättelser av betydelse. Han skrev även talrika artiklar i in- och utländska tidskrifter, främst "Hospitalstidende", för vilken han under en längre tid var medredaktör. Från 1869 var han medarbetare i Archiv für Dermatologie und Syphilis. 
Som zoolog ägnade sig Bergh åt studiet av underordningen frigälade (Nudibranchia) inom ordningen bakgälade snäckor (Opisthobranchia). Genom sina noggranna och omfattande undersökningar beträffande såväl den anatomiska byggnaden som de systematiska förhållandena ansågs Bergh som en av sin tids främste forskare på området. Hans huvudarbete är den stora serien Malacologische Untersuchungen (1870-1908), i vilken det av Carl Semper från Filippinerna hemförda materialet är bearbetat.
Han var hedersmedlem av en mängd vetenskapliga sällskap, bland annat av Institut de France.

## Utmärkelser
- Riddare av Dannebrogorden,  1888[4]
- Dannebrogsmännens hederstecken,  1903[4]

[Redigera Wikidata]